# Gare de Corbehem
Gare de Corbehem – przystanek kolejowy w Corbehem, w departamencie Pas-de-Calais, w regionie Hauts-de-France, we Francji.
Jest przystankiem kolejowym Société nationale des chemins de fer français (SNCF), obsługiwanym przez pociągi TER Nord-Pas-de-Calais.